# 許莊
許莊（1457年—1542年），字德徵，號康衢子，又號自知山人，晚年號無名野叟，直隸永平府灤州人，民籍，明朝政治人物。

## 生平
順天鄉試第一百二十三名舉人。三十六歲中式弘治六年（1493年）癸丑科會試第二百八十六名，三甲第一百一十三名進士。授臨汾縣知縣，十二年任寶雞縣知縣，歷官平陽府同知，正德二年（1507年）十月升山東按察司佥事、兵备遼東，四年十二月升陕西布政司右粮储道參議，調山西參議。解組歸灤三十餘年，詩酒娱情，卒年八十六。

## 家族
曾祖許道隆；祖父許孟清；父許晉，布政司理問。母張氏。慈侍下。兄臨。弟相（聽選官）。子許禄，太學生。